# Cosmosatyrus germainii
Cosmosatyrus germainii är en fjärilsart som beskrevs av Reed 1877. Cosmosatyrus germainii ingår i släktet Cosmosatyrus och familjen praktfjärilar. Inga underarter finns listade i Catalogue of Life.